# Rémy Vita
Rémy Vita (Alençon, 1º aprile 2001) è un calciatore francese naturalizzato comoriano, difensore dell'Amiens in prestito dal Fortuna Sittard.

## Carriera
Cresciuto nel settore giovanile dell'Alençon, club della sua città natale, nel 2016 si trasferisce nel settore giovanile del Troyes, dove rimane fino al 2018, anno in cui viene aggregato alla squadra riserve, con la quale nel corso delle due annate successive segna un gol in 27 presenze nella quinta divisione francese. Il 24 agosto 2020, in occasione dell'incontro di Ligue 2 vinto per 2-0 contro il Le Havre, esordisce invece in prima squadra. Il 6 ottobre 2020, dopo aver giocato cinque partite in campionato con il Troyes, viene ceduto ai tedeschi del Bayern Monaco, che lo aggrega alla propria squadra riserve. Il 2 settembre 2021, dopo un gol in 27 presenze nella quarta divisione tedesca con le riserve dei bavaresi, passa in prestito al Barnsley, in Championship; qui, nel corso della stagione 2021-2022 gioca 19 partite senza mai segnare. Il 5 luglio 2022 viene acquistato a titolo definitivo dal Fortuna Sittard, formazione militante nell'Eredivisie, con cui firma un contratto quadriennale; il 17 settembre fa poi il suo primo gol con gli olandesi, risultando decisivo nell'incontro di campionato vinto per 1-0 in casa contro l'Excelsior.

## Statistiche

### Presenze e reti nei club
Statistiche aggiornate al 13 novembre 2022.
| Stagione                | Squadra                 | Campionato              | Campionato | Campionato | Coppe nazionali | Coppe nazionali | Coppe nazionali | Coppe continentali | Coppe continentali | Coppe continentali | Altre coppe | Altre coppe | Altre coppe | Totale | Totale |
| Stagione                | Squadra                 | Comp                    | Pres       | Reti       | Comp            | Pres            | Reti            | Comp               | Pres               | Reti               | Comp        | Pres        | Reti        | Pres   | Reti   |
| ----------------------- | ----------------------- | ----------------------- | ---------- | ---------- | --------------- | --------------- | --------------- | ------------------ | ------------------ | ------------------ | ----------- | ----------- | ----------- | ------ | ------ |
| 2018-2019               | Troyes 2                | N3                      | 13         | 0          |                 | -               | -               |                    | -                  | -                  |             | -           | -           | 13     | 0      |
| 2019-2020               | Troyes 2                | N3                      | 14         | 1          |                 | -               | -               |                    | -                  | -                  |             | -           | -           | 14     | 1      |
| Totale Troyes 2         | Totale Troyes 2         | Totale Troyes 2         | 27         | 1          |                 | -               | -               |                    | -                  | -                  |             | -           | -           | 27     | 1      |
| ago.-ott. 2020          | Troyes                  | L2                      | 5          | 0          | CF              | -               | -               |                    | -                  | -                  |             | -           | -           | 5      | 0      |
| ott. 2020-2021          | Bayern Monaco II        | RL                      | 25         | 1          |                 | -               | -               |                    | -                  | -                  |             | -           | -           | 25     | 1      |
| ago. 2021               | Bayern Monaco II        | RL                      | 2          | 0          |                 | -               | -               |                    | -                  | -                  |             | -           | -           | 2      | 0      |
| Totale Bayern Monaco II | Totale Bayern Monaco II | Totale Bayern Monaco II | 27         | 1          |                 | -               | -               |                    | -                  | -                  |             | -           | -           | 27     | 1      |
| 2021-2022               | Barnsley                | FLC                     | 19         | 0          | FACup+CdL       | 1+0             | 0               |                    | -                  | -                  |             | -           | -           | 20     | 0      |
| 2022-2023               | Fortuna Sittard         | ED                      | 9          | 2          | CO              | 0               | 0               |                    | -                  | -                  |             | -           | -           | 9      | 2      |
| Totale carriera         | Totale carriera         | Totale carriera         | 87         | 4          |                 | 1               | 0               |                    | -                  | -                  |             | -           | -           | 88     | 4      |